# Sunbury, Ohio
Sunbury là một làng thuộc quận Delaware, tiểu bang Ohio, Hoa Kỳ. Năm 2010, dân số của làng này là 4389 người.

## Dân số
- Dân số năm 2000: 2630 người.
- Dân số năm 2010: 4389 người.